# Pirámide de los Nichos
La Pirámide de los Nichos es un edificio prehispánico que se encuentra en la zona arqueológica de El Tajín, una antigua ciudad de la cultura totonaca al norte del estado de Veracruz, México. 
La pirámide está compuesta por siete plataformas superpuestas de manera escalonada y una escalinata en el lado norte para la ascensión a la cúspide con alfarda decorada con grecas escalonadas (xicalcolliuhqui). La decoración de la fachada está compuesta por 365 nichos u hornacinas que le dan nombre a la estructura, además de los que se hallan ocultos bajo la escalinata e incluyendo los que la dividen en dos mitades por su parte central. Se piensa que pueden representar los días del año y formar parte de un calendario solar. Precisamente, debido a estos nichos se produce un fenómeno arqueoastronómico y efecto decorativo de luces y sombras que se puede observar en los solsticios y los equinoccios.

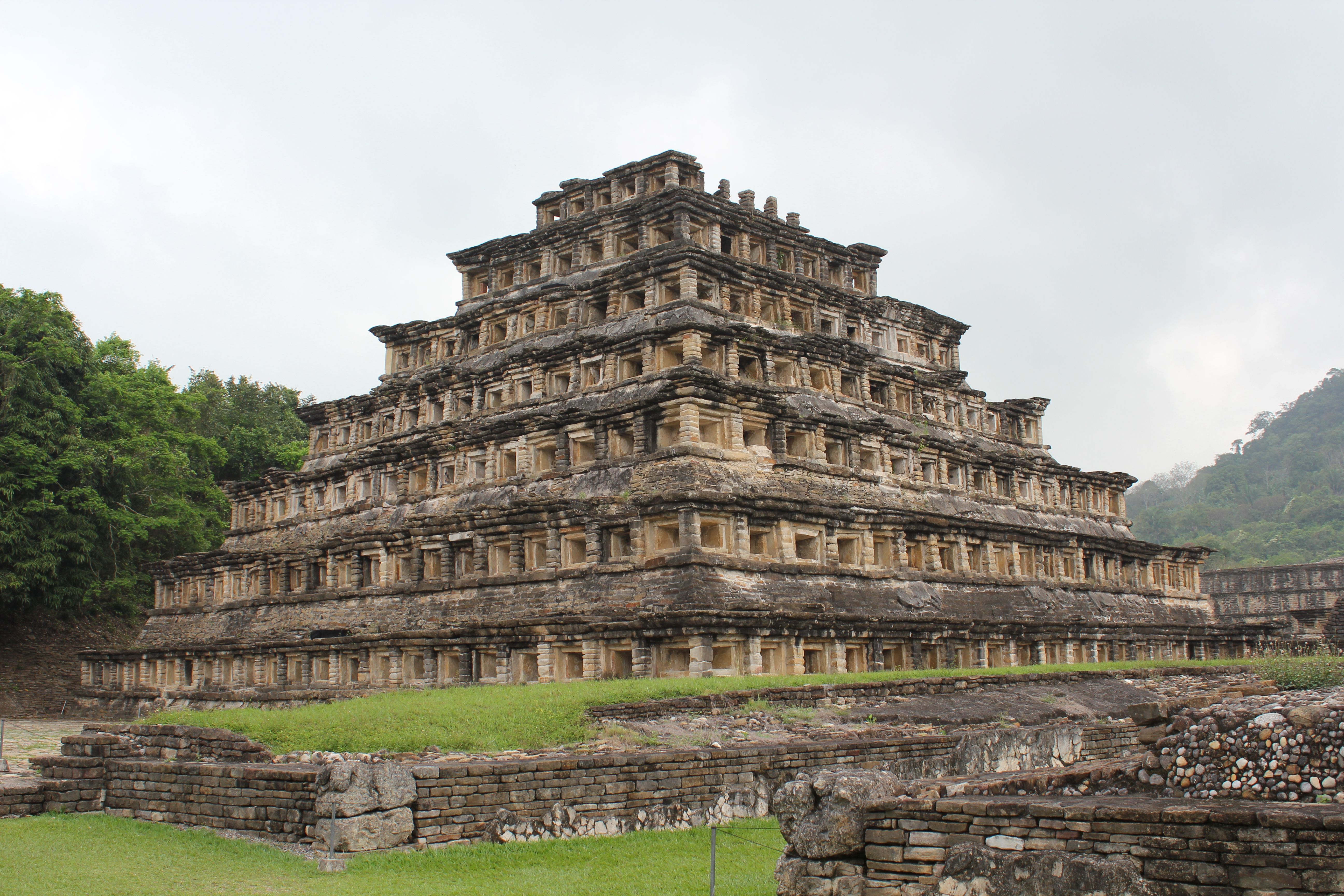
Vista lateral de la Pirámide de los Nichos.

## Arquitectura
En el 2008 especialistas del Instituto Nacional de Antropología e Historia (INAH) plantaron una nueva hipótesis sobre la causa que determinó el diseño urbanístico de El Tajín, en Veracruz, según la cual dicha traza tiene correspondencia con una elevación ubicada al Este del sitio prehispánico, misma que estaría reproduciendo el concepto simbólico del llamado Tonacatepec o “cerro de los mantenimientos” en especial el Templo de los Nichos, que visto desde de su fachada trasera, parece integrarse visualmente al cerro próximo a la zona arqueológica y así mismo es un Teocalli o Templo de dedicado a Quetzalcóatl o Kukulcán. 
Luego de cuatro años continuos de documentar y analizar el sitio prehispánico, a través de un proyecto interdisciplinario en el que intervienen la arqueología del paisaje y la iconografía, en 2010 la arqueóloga Patricia Castillo, con la colaboración del arqueoastrónomo Stanislaw Iwaniszewski, inició una serie de mediciones astronómicas en el cerro de los Mantenimientos, ubicado al oriente del sitio arqueológico, detrás del edificio de Los Nichos.
Dichos estudios se realizaron para corroborar si El Tajín fue construido con una planeación orientada de manera astronómica y en relación con el paisaje, como sucede con otras antiguas ciudades de importancia en Mesoamérica.
Al comprobar alineaciones exactas en la construcción de la pirámide principal del sitio respecto al cerro de los Mantenimientos, comenzaron las observaciones de cómo se refleja la luz solar en el edificio en distintas fechas del año. La arqueóloga Patricia Castillo, responsable del campo en la investigación arqueológica de El Tajín, explicó que desde el 15 de marzo del presente año “pudieron observar una iluminación especial en el edificio de Los Nichos que coincide con la salida del Sol”.
Junto con su equipo de trabajo, durante cinco días seguidos comprobó que la luz va caminando por los extremos en el paisaje, se posiciona detrás del edificio y a una hora exacta, cuando el sol empieza salir justo arriba del cerro de los Mantenimientos, la luz comienza a iluminar la pirámide de manera controlada, desde su séptimo cuerpo, que es el más alto; cada minuto irradia un nuevo cuerpo, hasta llegar a la base y tocar la tierra, quedando todo el edificio bañado de luz, mientras que el resto de las edificaciones del conjunto arquitectónico permanece en penumbra, proceso que se desarrolla en siete minutos.
La arqueóloga Patricia Castillo explicó que el registro de este juego de luces y sombras es una prueba más de que Tajín fue la ciudad sagrada de una de las cuencas del Golfo de México, equivalente a Teotihuacán en el Altiplano, y Chichén Itzá en el área maya.
Conforme estudios previos del doctor Jurgen Blugerman y el arqueólogo José García Payón, El Tajín fue un sitio pluriétnico en el México antiguo. Sin el embargo, el advenimiento del Señor Trece Conejo como representante de dios en la Tierra, es decir de Quetzalcóatl, cambió sustancialmente el aspecto de la ciudad al erigir edificios caracterizados por la profusión de nichos, grecas y cornisas.

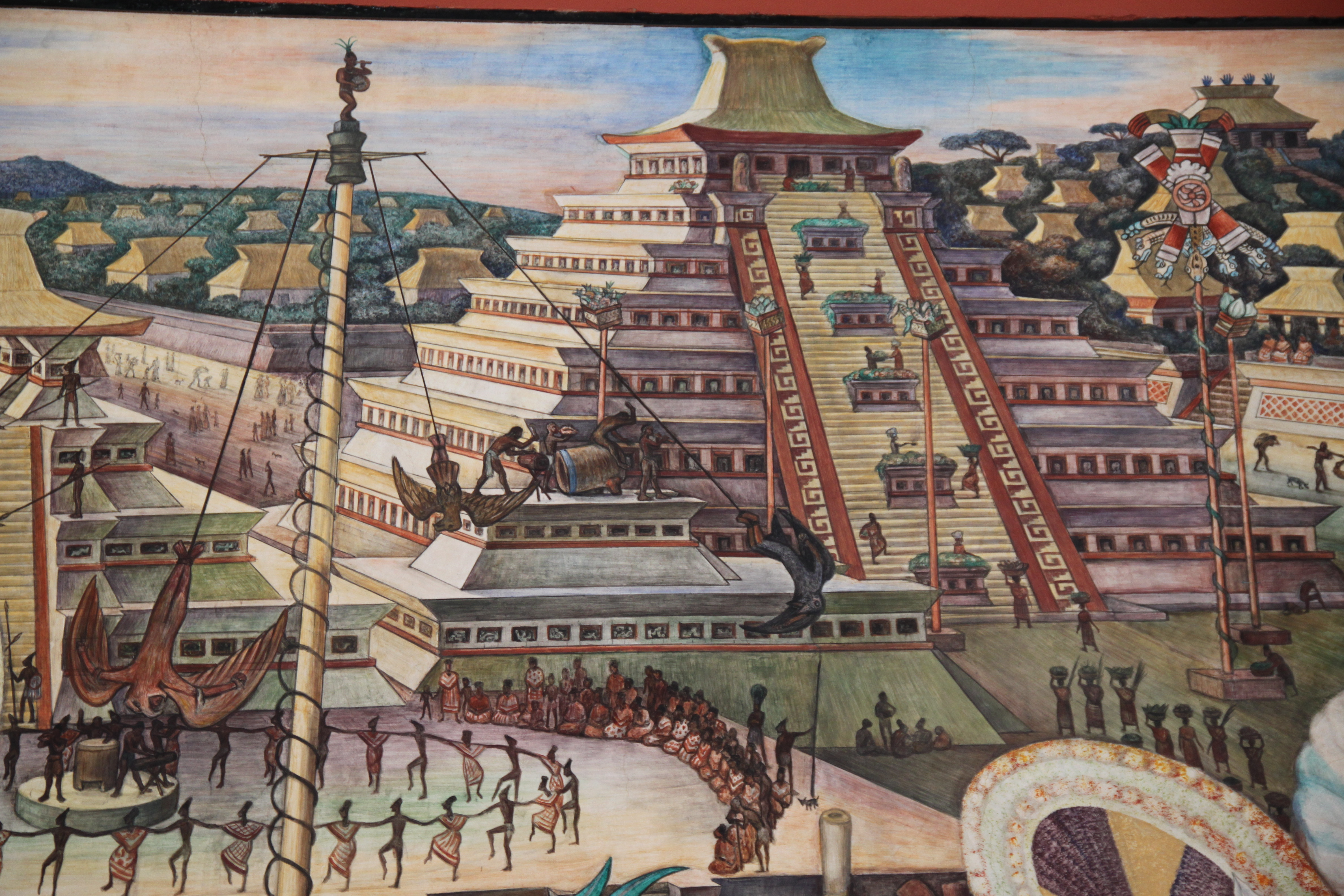
Reconstrucción artística de la Pirámide de los Nichos en el mural "Cultura totonaca", Palacio Nacional.

“Entre 800 y 1200 d.C., la llegada de Trece Conejo dio pie a la modificación de los edificios tempranos de la Plaza del Arroyo, de esa manera, en su parte superior les fueron montados un par de altares, aludiendo a la idea del ‘cerro de los mantenimientos’, y también se les agregaron más escalinatas”.
A partir de todo lo anterior, “Trece Conejo justificó su llegada como representante de Quetzalcóatl, y a su vez pudo personificar un mito de origen para legitimar su linaje, apropiándose de las cosas que ya estaban en El Tajín pero dándoles una nueva vista”, abundó Patricia Castillo Peña, directora académica de la zona arqueológica de El Tajín.